# Aniya la Gitana
Ana Amaya Molina (n. Ronda; 1855 – f. Barcelona; 1933)
es una cantaora y guitarrista española de etnia gitana.

## Biografía
Nombre artístico Anilla la de Ronda y más comúnmente Aniya la Gitana, fue gitana cantaora y guitarrista , más acostumbraba a cantar acompañándose ella misma con su guitarra. En su tierra natal actuó en los cafés cantantes, La Primera de Ronda, y El Pollo, donde se cuenta que conoció a Antonio Chacón, y a la cantaora rondeña Paca Aguilera, con los que volvió a coincidir, en 1890, en el Café de Chinitas, de Málaga. Otras anécdotas en su vida que dan razón a sus valores artísticos, son los siguientes: Pastora Imperio en su primera actuación en el Teatro Español, de Ronda, solicitó insistentemente conocerla, regalándole una bata de cola; la Reina Victoria Eugenia, con motivo de una fiesta íntima para la familia real, en la que cantó Anilla la de Ronda, obsequió a la artista con un mantón de Manila; y Federico García Lorca la citó, entre otras figuras del cante, en su conferencia "Importancia Histórica y artística del primitivo cante andaluz llamado Cante Jondo" leída en Granada en 1922. También era tia del guitarrista y leyenda del Flamenco, Diego Del Gastor, y pertenece a la dinastía de la Familia Gastoreña de Morón DF, España.

## Trayectoria
En 1930, con setenta y cinco años, fue la figura más admirada de la Semana Andaluza en la Exposición de Barcelona, que tuvo lugar en el Pueblo Español de la ciudad condal, acaparando la atención de la prensa y del público, y cantando y bailando acompañada a la guitarra por Ramón Montoya. Entre los muchos reportajes que con tal motivo le dedicaron, creyendo que contaba ochenta y ocho años, destaca el aparecido en Estampa (24 de junio de 1930), firmado por D. José Benavides, en el que se narran algunos de sus recuerdos, como su dedicación al contrabando en su mocedad, sus éxitos en los cafés cantantes sevillanos, entre ellos El Burrero, y el Siete Revueltas de Málaga.
El periodista, que la denomina "la reina de los gitanos", reseña: "La casa donde vive Anita Amaya, en Ronda, es un lugar de peregrinación. El juez, el alcalde, el boticario, el registrador, damas de alta y baja alcurnia, todos desfilan por su vivienda, archivo de sabiduría popular. Diariamente, desde Barcelona, se telegrafía al secretario del Ayuntamiento de Ronda, diciendo que la anciana gitana come bien, duerme poco y bebe mucho. También se telegrafía a los gitanos, que, impacientes ya, piden que regrese. Pero ella no quiere marcharse. 
Núñez de Prado, en su obra Cantaores Andaluces, le dedica un capítulo en el que glosa su cante por soleares y su vida "Esclava del amor", del que transcribimos el siguiente párrafo: "Ella siente el Arte como el corazón que más lo sienta, concibe la belleza como el cerebro constituido para concebirla mejor, siente las grandiosidades de ese arte, como el alma que con más intensidad pueda sentirlas, pero su corazón, su cerebro y su alma, absolutamente humanos, en toda la hermosa acepción de esta palabra, sólo ven en su arte un vehículo para enviar desde sus entrañas al infinito toda la expresión de su exquisita ternura, de sus ansias de goces, de sus sueños de amor, de su ambición de cariño. Ambición que guarda la primera y tal vez la sola finalidad de su vida, ambición que mueve todos sus actos, que impulsa los resortes de su organismo. Eso es lo que la ha hecho más simpática, aún más que sus mismas cualidades para el cante, y a eso se debe, en primer término, los triunfos artísticos que ha logrado y los aplausos que ha obtenido". 
Otra importante glosa de su personalidad artística la constituye el poema que le dedicó José Carlos de Luna en su libro El Cristo de los Gitanos.